# Elżbieta Witek
Elżbieta Barbara Witekⓘ z domu Zbanuch (ur. 17 grudnia 1957 w Jaworze) – polska polityczka i nauczycielka, z wykształcenia historyczka. Marszałek Sejmu Rzeczypospolitej Polskiej VIII i IX kadencji (2019–2023).
Posłanka na Sejm V, VI, VII, VIII, IX i X kadencji (od 2005), rzecznik prasowy rządu RP (2015–2016), minister-członek Rady Ministrów i szefowa gabinetu politycznego premiera w rządach Beaty Szydło oraz Mateusza Morawieckiego (2015–2017), minister spraw wewnętrznych i administracji w pierwszym rządzie Mateusza Morawieckiego (2019), wiceprezes Prawa i Sprawiedliwości (od 2024).

## Życiorys

### Wykształcenie i działalność zawodowa
W 1980 ukończyła studia magisterskie na kierunku historia na Wydziale Filozoficzno-Historycznym Uniwersytetu Wrocławskiego, a w 1996 studia podyplomowe w zakresie wiedzy o Unii Europejskiej w Instytucie Historycznym Uniwersytetu Wrocławskiego.
Od 1980 do 2006 pracowała w Jaworze jako nauczycielka; od 1991 pełniła funkcję dyrektora w Szkole Podstawowej nr 2 w Jaworze, a później w Zespole Szkół Ogólnokształcących w Jaworze. Przez cztery lata była ławnikiem w sądzie pracy. W latach 2004–2008 pełniła funkcję wiceprezesa jaworskiego Klubu Sportowego „Olimpia”.

### Działalność polityczna (do 2019)
W 1980 została członkiem NSZZ „Solidarność”. W 1982 za działalność opozycyjną została tymczasowo aresztowana na trzy miesiące. Na początku lat 90. należała do Ruchu Obywatelskiego Akcja Demokratyczna. W wyborach samorządowych w 1998 bez powodzenia ubiegała się o mandat radnej Jawora z listy Ligi Jaworskiej. Od 2002 do 2005 zasiadała w jaworskiej radzie miejskiej, w 2002 bezskutecznie kandydowała na urząd burmistrza.
Z listy Prawa i Sprawiedliwości w wyborach parlamentarnych w 2001 bez powodzenia kandydowała do Sejmu, a w wyborach w 2005 została wybrana do Sejmu V kadencji w okręgu legnickim. W wyborach parlamentarnych w 2007 po raz drugi uzyskała mandat poselski, otrzymując 9666 głosów. W wyborach w 2011 została wybrana po raz kolejny, otrzymując 9381 głosów.
W listopadzie 2011 została wybrana przez radę polityczną PiS w skład komitetu politycznego swojego ugrupowania. W lipcu 2015 objęła funkcję rzecznika prasowego PiS. W wyborach w tym samym roku została znów wybrana do Sejmu, otrzymując 22 168 głosów.
16 listopada 2015 powołana na ministra bez teki w rządzie Beaty Szydło. Objęła także funkcje szefa gabinetu politycznego premiera oraz rzecznika prasowego Rady Ministrów. Funkcję rzecznika sprawowała do 8 stycznia 2016, zastąpił ją Rafał Bochenek. 11 grudnia 2017 objęła stanowisko ministra bez teki w nowo utworzonym rządzie Mateusza Morawieckiego. 18 grudnia 2017 została odwołana ze składu Rady Ministrów.
4 czerwca 2019 powróciła do rządu Mateusza Morawieckiego, została tego dnia powołana na urząd ministra spraw wewnętrznych i administracji. W tym samym miesiącu prezydent powołał ją w skład Rady Dialogu Społecznego.

### Marszałek Sejmu (2019–2023)
9 sierpnia 2019 została odwołana ze składu Rady Ministrów w związku z wysunięciem jej kandydatury na urząd marszałka Sejmu. Tego samego dnia została wybrana na to stanowisko, otrzymując 245 głosów.
W październikowych wyborach parlamentarnych uzyskała poselską reelekcję, zdobywając 46 171 głosów. 12 listopada 2019 na pierwszym posiedzeniu Sejmu IX kadencji została wybrana na marszałka Sejmu, otrzymując 314 głosów.
11 sierpnia 2021 jako Marszałek Sejmu Rzeczypospolitej Polskiej, Elżbieta Witek zarządziła głosowanie nad reasumpcją głosowania o odroczenie posiedzenia, podczas którego procedowany był wniosek grupy posłów PiS, zakładający budzące społeczne kontrowersje zmiany w ustawie o radiofonii i telewizji (przeciw projektowi nowelizacji ustawy wystąpiło kilkadziesiąt tysięcy osób, a protesty przeciwników nowelizacji były masowe). Wniosek o odroczenie posiedzenia podczas pierwszego głosowania poparli wyłącznie posłowie i posłanki macierzystego klubu parlamentarnego Witek oraz dwóch posłów niezależnych (Prawo i Sprawiedliwość owo głosowanie przegrało). Decyzja Elżbiety Witek była szeroko komentowana przez polskie media, została negatywnie oceniona przez część środowiska dziennikarskiego, a część prawników uznała, że nie było podstaw do reasumpcji głosowania. Urząd marszałka Sejmu pełniła do końca kadencji, tj. do 12 listopada 2023.

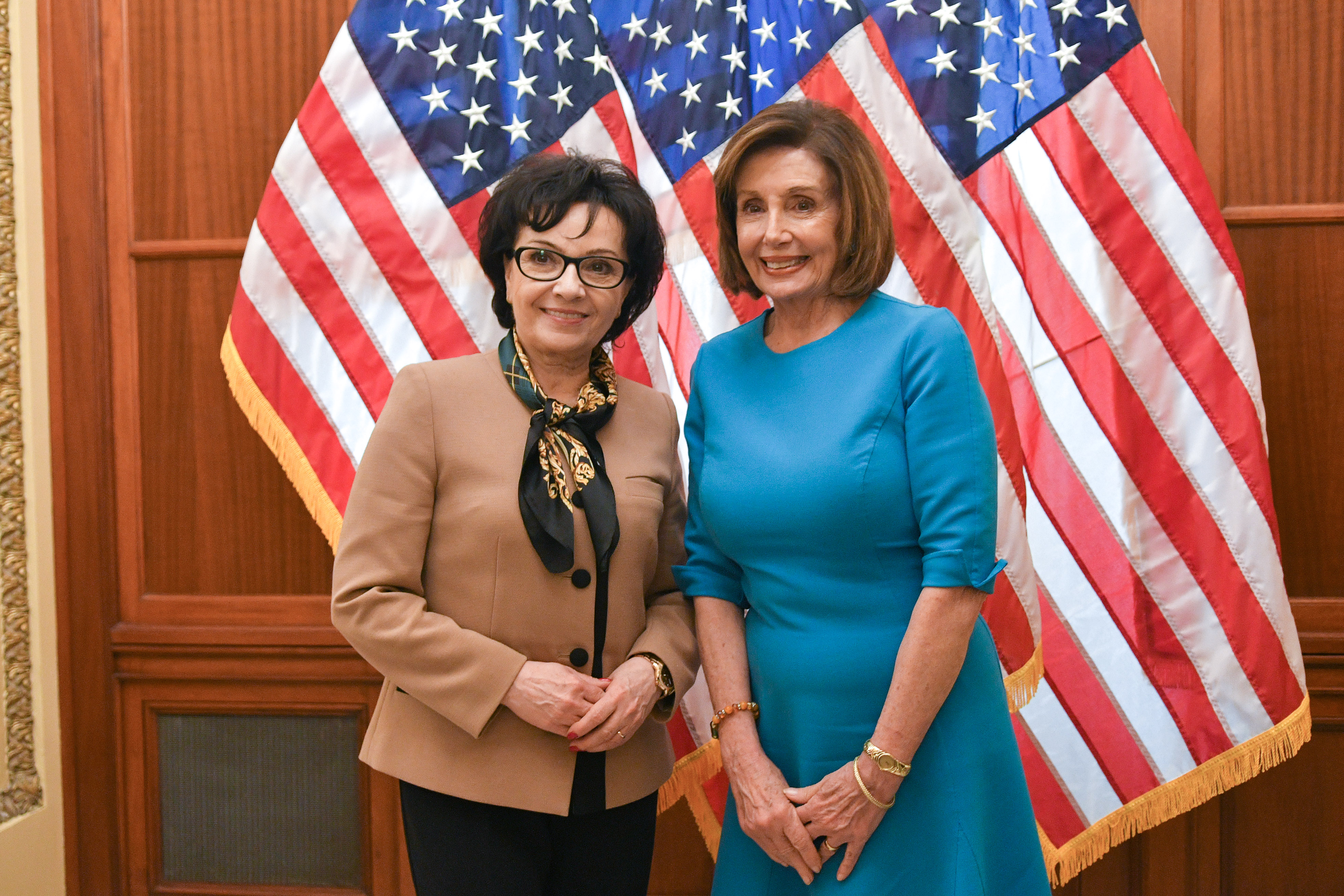
Elżbieta Witek podczas spotkania z przewodniczącą Izby Reprezentantów USA Nancy Pelosi w Waszyngtonie, 2020

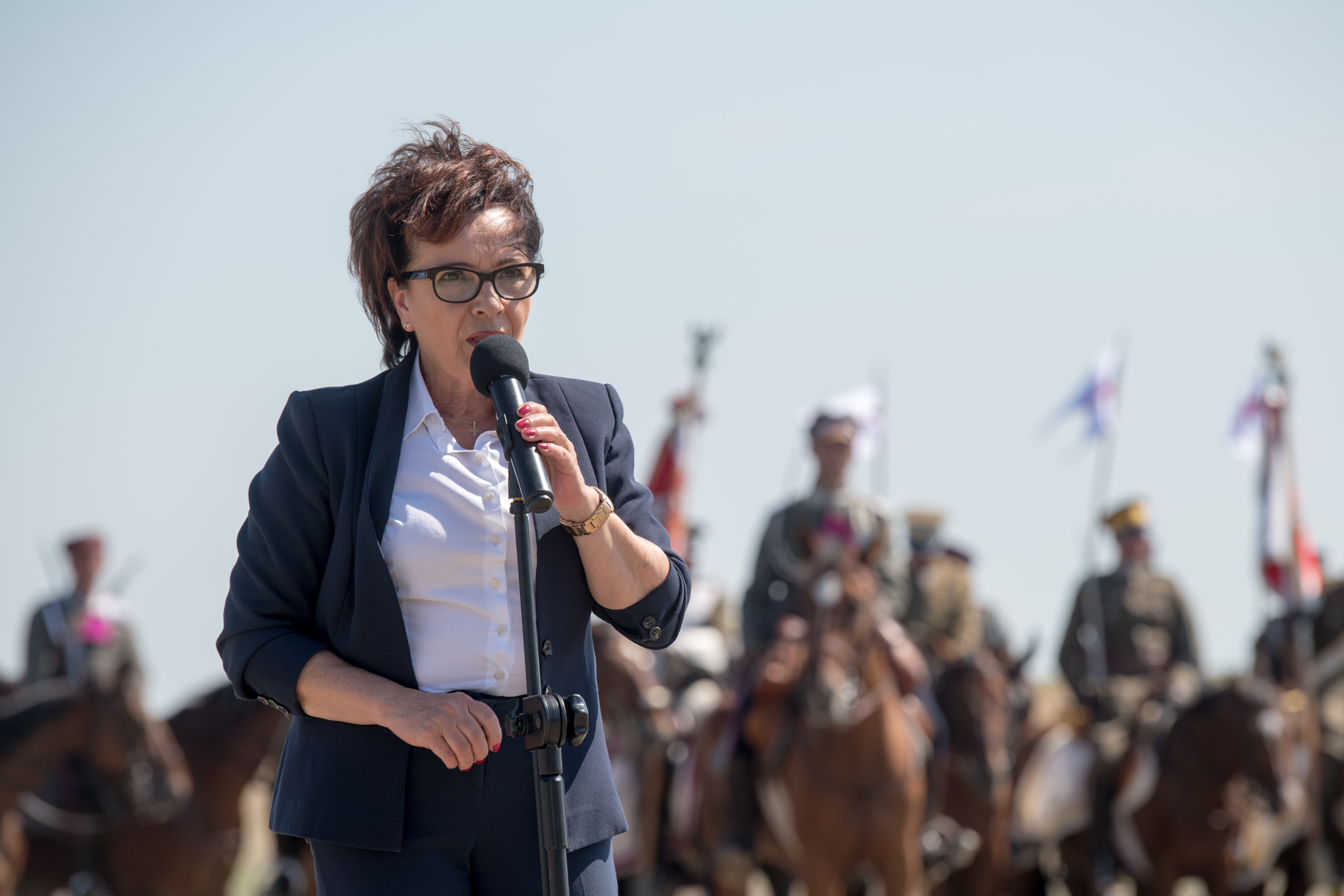
Elżbieta Witek w ramach obchodów 100. rocznicy bitwy pod Komarowem – „Święto Kawalerii Polskiej”, 2020

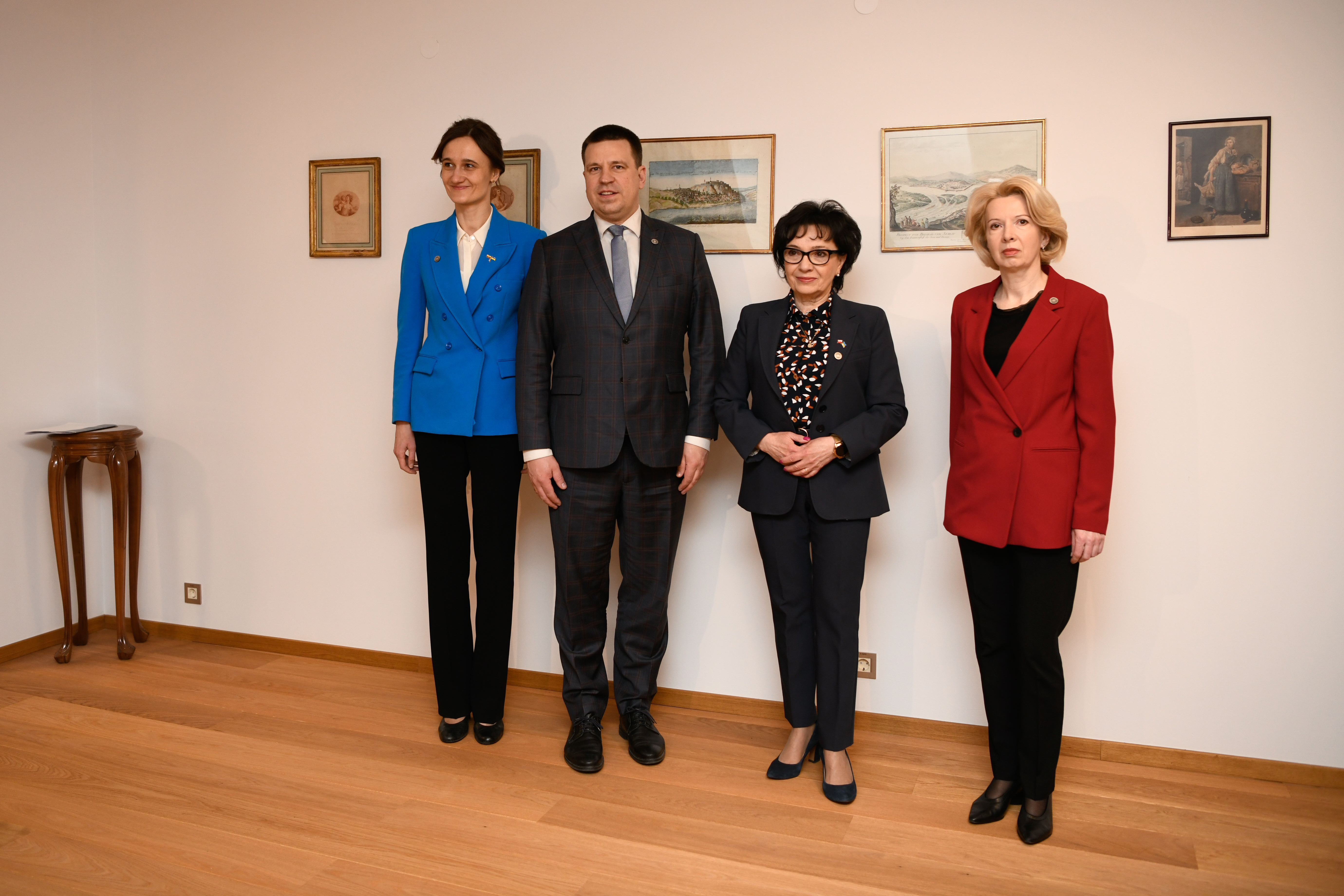
Elżbieta Witek podczas spotkania z przewodniczącymi parlamentów Litwy, Łotwy i Estonii, 2022

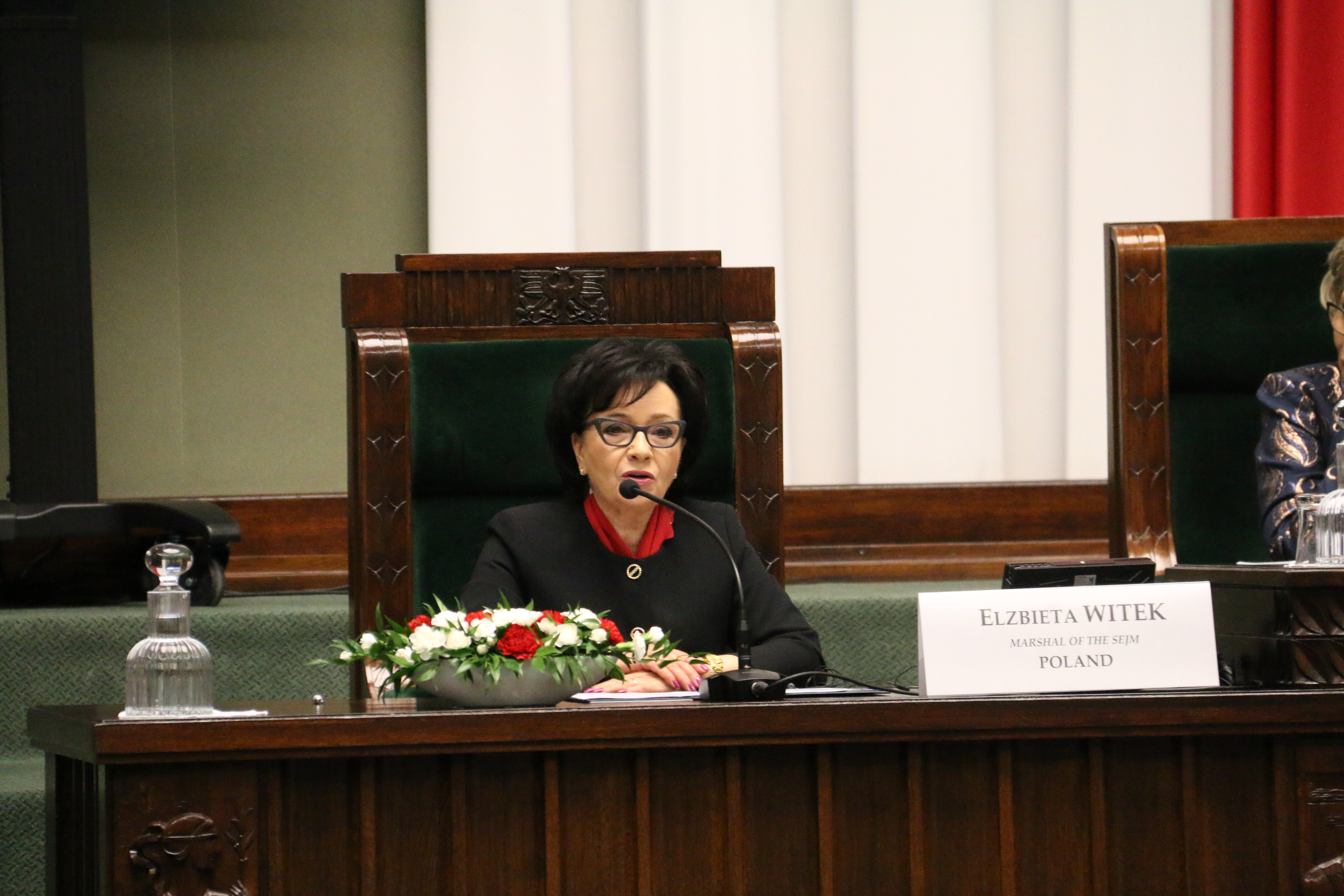
Elżbieta Witek w trakcie spotkania Organizacji Bezpieczeństwa i Współpracy w Europie (OBWE) w Polsce, 2022

| Data                    | Państwo           | Szczegóły wizyty |
| ----------------------- | ----------------- | --- |
| 1 września 2019         | Niemcy            | Udział w obchodach 80. rocznicy wybuchu II wojny światowej na zaproszenie przewodniczącego Bundestagu Wolfganga Schäuble. |
| 3–4 listopada 2019      | Węgry             | Udział w szczycie przewodniczących parlamentów państw Europy Południowo-Wschodniej. |
| 17–18 listopada 2019    | Czechy            | Spotkanie przewodniczących parlamentów państw Grupy Wyszehradzkiej. Udział w obchodach 30. rocznicy aksamitnej rewolucji. |
| 2–5 marca 2020          | Stany Zjednoczone | Spotkanie z przewodniczącą Izby Reprezentantów USA Nancy Pelosi i przewodniczącymi parlamentów państw bałtyckich. Spotkanie z analitykami Heritage Foundation. Spotkanie z przedstawicielami Polonii amerykańskiej. |
| 28–29 czerwca 2021      | Litwa             | Spotkania z przewodniczącą parlamentu Viktoriją Čmilytė-Nielsen, prezydentem Litwy Gitanasem Nausėdą i premier Ingridą Šimonytė. Spotkanie z przedstawicielami polskiej mniejszości narodowej. |
| 15–16 lipca 2021        | Węgry             | Udział w spotkaniu przewodniczących parlamentów państw Grupy Wyszehradzkiej. |
| 18–20 sierpnia 2021     | Estonia           | Spotkanie z przewodniczącym parlamentu Estonii (Riigikogu) Jüri Ratasem i prezydent Estonii Kersti Kaljulaid. Udział w spotkaniu przewodniczących parlamentów Litwy, Łotwy i Estonii oraz przewodniczącego Parlamentu Europejskiego. Spotkanie z przedstawicielami polskiej mniejszości narodowej.                                                                              |
| 20–22 października 2021 | Grecja            | Udział w sesji plenarnej konferencji przewodniczących parlamentów państw członkowskich Rady Europy. |
| 28–29 marca 2022        | Słowenia          | Udział w spotkaniu przewodniczących parlamentów państw Unii Europejskiej. Spotkania z przewodniczącą Izby Poselskiej Czech Markétą Pekarovą Adamovą, przewodniczącą Bundestagu Niemiec Bärbel Bas, przewodniczącą Kongresu Deputowanych Hiszpanii Meritxell Batet, przewodniczącą Parlamentu Europejskiego Robertą Metsolą oraz przewodniczącymi parlamentów państw bałtyckich. |
| 11–15 czerwca 2022      | Kanada            | Spotkanie z przewodniczącym Izby Gmin Kanady Anthonym Rotą i przewodniczącym Senatu Kanady George’em Fureyem. Spotkanie z przedstawicielami Polonii kanadyjskiej. |
| 9–10 października 2022  | Luksemburg        | Rozmowy z przewodniczącym Izby Deputowanych Luksemburga Fernandem Etgenem i wielkim księciem Henrykiem. Spotkanie z Polonią luksemburską. Spotkanie z prezesem Europejskiego Trybunału Obrachunkowego Tonym Murphym. |
| 24–25 października 2022 | Chorwacja         | Udział w parlamentarnym szczycie Platformy Krymskiej. |
| 3 lutego 2023           | Słowacja          | Udział w spotkaniu przewodniczących parlamentów państw wyszehradzkich |
| 10-11 marca 2023        | Litwa             | Spotkanie z marszałek Sejmu Litwy Viktoriją Čmilytė-Nielsen, prezydentem Litwy Gitanasem Nausėdą i premier Ingridą Šimonytė. Udział w obchodach święta odzyskania niepodległości. Spotkanie z przedstawicielami mniejszości polskiej. |
| 23-25 kwietnia 2023     | Czechy            | Udział w konferencji przewodniczących parlamentów państw UE. Rozmowy z przewodniczącym Parlamentu Europejskiego Robertą Metsolą oraz przewodniczącymi parlamentów państw bałtyckich, Słowenii i Danii. |
| 16-17 maja 2023         | Cypr              | Spotkanie z przewodniczącą Izby Reprezentantów Cypru Anitą Demetriou. Przemówienie w cypryjskim parlamencie. |
| 1-2 czerwca 2023        | Litwa             | Udział w spotkaniu przewodniczących parlamentów państw NATO. Spotkania z przewodniczącymi parlamentów Czech, Litwy i Ukrainy. |
| 9-10 czerwca 2023       | Grecja            | Spotkanie z przedstawicielami Polonii greckiej oraz naukowcami pracującymi w Polskim Instytucie Archeologicznym w Atenach. |
| 9-10 lipca 2023         | Łotwa             | Udział w spotkaniu przewodniczących parlamentów państw bałtyckich, Ukrainy i Niemiec. |

### Działalność polityczna (od 2023)
W wyborach w 2023 ponownie została posłanką, uzyskując 89 172 głosy. 13 listopada 2023 klub PiS ponownie zgłosił jej kandydaturę na stanowisko marszałka Sejmu, przegrała jednak z kandydatem Polski 2050 (z poparciem Polskiego Stronnictwa Ludowego, Koalicji Obywatelskiej, Konfederacji i Lewicy) Szymonem Hołownią stosunkiem głosów 193:265. Tego samego dnia została zgłoszona przez klub PiS na wicemarszałka Sejmu. Uzyskała 203 głosy i nie została wybrana na tę funkcję.

## Życie prywatne
Córka piekarza Floriana i krawcowej Eleonory. Od 1980 do jego śmierci w 2024 była żoną Stanisława Witka. Mają dwie córki: wuefistkę Martę (ur. 1983) i przedszkolankę Gabrielę (ur. 1991).

## Odznaczenia
- 2013: Krzyż Wolności i Solidarności[56].
- 2022: Order Księcia Jarosława Mądrego (Ukraina)[57]

## Wyniki wyborcze
| Wybory | Komitet wyborczy       | Komitet wyborczy           | Organ                   | Okręg                   | Wynik         |
| ------ | ---------------------- | -------------------------- | ----------------------- | ----------------------- | ------------- |
| 1998   |                        | Liga Jaworska              | Rada Miejska w Jaworze  | nr 1                    | 102 (2,44%)   |
| 2001   |                        | Prawo i Sprawiedliwość     | Sejm IV kadencji        | nr 1                    | 1244 (0,38%)  |
| 2002   |                        | KWW „Prawo i Samorządność” | Burmistrz Miasta Jawora | Burmistrz Miasta Jawora | 1660 (18,67%) |
| 2002   | Rada Miejska w Jaworze | KWW „Prawo i Samorządność” | nr 3                    | 217 (10,82%)            |               |
| 2005   |                        | Prawo i Sprawiedliwość     | Sejm V kadencji         | nr 1                    | 7476 (10,65%) |
| 2007   | Sejm VI kadencji       | Prawo i Sprawiedliwość     | 9666 (8,24%)            | nr 1                    |               |
| 2011   | Sejm VII kadencji      | Prawo i Sprawiedliwość     | 9381 (2,73%)            | nr 1                    |               |
| 2015   | Sejm VIII kadencji     | Prawo i Sprawiedliwość     | 22 168 (6,21%)          | nr 1                    |               |
| 2019   | Sejm IX kadencji       | Prawo i Sprawiedliwość     | 46 171 (10,68%)         | nr 1                    |               |
| 2023   | Sejm X kadencji        | Prawo i Sprawiedliwość     | 89 172 (17,77%)         | nr 1                    |               |